# Стотина
100 (Стотина) (енгл. The 100; The Hundred), је америчка пост-апокалиптична и научно-фантастична телевизијска серија, која је своју премијеру имала 19. марта 2014. на каналу The CW. ТВ серија, коју је развио Џејсон Ротенберг, базирана је на истоименој серији романа Каса Моргана.
Серија прати групу преживјелих након апокалипсе — Кларк Грифин (Елајза Тејлор), Белами Блејк (Боб Морли), Октавија Блејк (Мари Авгерополос), Џаспер Џордан (Девон Бостик), Монти Грин (Кристофер Ларкин), Рејвен Рејес (Линдси Морган), Фин Колинс (Томас Макдонел), Џон Марфи (Ричард Хармон) и Велс Џаха (Ели Гори).
Они су први људи на Земљи, доспјели са свемирске станице Арка, да утврде да ли је Земља насељива након нуклеарне апокалипсе. Ту су и остали ликови: Др Еби Грифин (Пејџи Тарко), Кларкина мајка, Маркус Кејн (Хенри Јан Кусик), члан Савјета на Арки, и Телонијус Џаха (Исаија Вашингтон), канцелар Арке и Велсов отац.
У марту 2017, Си-Даблју је обновио серију за пету сезону, која је премијерно приказана 24. априла 2018, а у мају 2018, серија је обновљена и за шесту сезону. У априлу 2019. серија је ће емитовати и своју шесту сезону.

## Радња серије
Прва сезона серије почиње 97 година након нуклеарног рата који је уништио живот на Земљи. Преко 2.400 преживелих налази се на једној великој станици у Земљиној орбити, названој „Арка”. Пошто Аркин систем одржавања живота почиње падати, 100 малољетних затвореника (звали су их „стотина”) бива послано да се суочи са свим што Земља доноси. Они откривају да није уништено сво човечанство и да има преживелих: Земљани, који живе наоружани у клановима, прилагођени условима на Земљи; Косачи, друга група људи на Земљи који су постали канибали; и Планински људи, који живе закључани у Маунт Ведеру још од прије апокалипсе, изузетно осјетљиви на спољне услове. Под вођством Беламија и Кларк, „стотина” покушава преживјети у тешким условима, борећи се против Земљана и покушавајући успоставити комуникацију с Арком. Земљани су добили понуду од Маунт Ведера, да ће им дати заробљенике. Тим обавештењем Земљани добијају своје заробљенике назад и остављају Небески народ да се бори сам за себе. За време спашавања својих људи радијација је убила све становнике Маунт Ведера што је утицало на психу појединих хероја. Група појединаца са Камп Џахе, пребивалишта земљана, одлучују да се упусте у авантуру и кроз непрегледну пешчару трагају за обећаном земљом на челу са Џахом и Марфијем.
У трећој сезони, Камп Џаха бива преименован у „Аркадија” и новоизабрани канцелар Пајк, бивши учитељ и ментор, отпочиње рат са Земљанима. За то време Џаха и Марфи проналазе своју обећану земљу светлости која и није баш онаква каквом су је замишљали. Вештачка интелигенција, названа A.L.I.E., која је направљена да учини живот бољим за човечанство, решавањем проблема пренасељености још пре нуклеарне катастрофе која је уништила Земљу. Поново се јавља и уз помоћ Џахе у улози проповедача нове вере, „без бола и патњи” узима умове скоро свих у Аркадији и Полису — главном граду Земљана. На крају сезоне, Кларк одлучује да уништи A.L.I.E. Једини начин је да прихвати „Црну крв”, док су се хероји борили да сачувају Кларк од A.L.I.E., она је отишла у њен компјутерски свет и спасила човечанство.
У четвртој сезони, стотине нуклеарних реактора широм света се почиње топити, као резултат стогодишњег неодржавања, што ће 96% планете поново учинити ненасељивим. Кларк и остали траже начин да преживе надолазећи вал зрачења и тако откривају да „Црнокрвне”, потомци прве, оригиналне „Црнокрвне” — Беке, прве земаљске командирке и креаторке A.L.I.E., могу метаболизовати зрачење. Кларк и остали покушавају копирати формулу, како би „црну крв” убризгали свима, али безуспешно. Пронађен је стари бункер у ком 1.200 људи може преживети наредних 5 година. Сваки од 12 кланова изабрао је по 100 људи који ће остати у бункеру, док мала група одлучује да се врати у свемир и вал зрачења преживи на остацима оригиналне Арке. Кларк не успева да се спаси и врати на Арку, остаје на земљи са многобројним земљанима.
У петој сезони, шест година након отапања и уништења нуклеарних реактора, транспортни брод заробљеника стиже на једино плодно и низијско место које је остало на Земљи, где су Кларк и Меди, „Земљани црне, ноћне крви”, преживели талас зрачења који је захватио планету након нуклеарне експлозије у електрани и живе на остатку настањиве Земље. Они који су преживели у свемирској станици „Арка” сигурно су се вратили на земљу. Почиње борба за плитку долину између затвореника и новог, уједињеног клана, познатог као Вонкру. Заробљеници заузимају долину, а Вонкру се налази у пешчари. Вонкру није успео да пронађе начин да се прехрани и почиње рат. Касније, хероји морају пронаћи начин да спрече још једну катастрофу. У финалу пете сезоне сазнаје се да је остало још реактора који чекају да се отопе и униште и последње настањиво место на земљи. Долина бива уништена, што је учинило Земљу ненастањивом, а преостали људи путују на нову планету да започну свој нови живот. Монти грин води експедицију са својом женом док су сви остали чланови стављени у капсуле јер ће то спречити да остаре. Пут је дугачак, а није било хране за све. Тако да је то било једино решење.
Шеста сезона је почела, нова планета није онаква каквом је замишљају. По дану то је најлепше место, пак кад падне ноћ људи постају превише агресивни и имају халуцинације које их наводе да се поубијају међусобно. На новој планети има људи коју су остали после рударења исте. Сазнаћемо како ће се наши хероји изборити и са овом препреком у новој сезони која сваке недеље пушта нове епизоде од априла 2019. године.

## Епизоде
Премијера серије Стотина је одржана 19. марта 2014. Дана 8. маја 2014. године, Си-Даблју је обновио серију Стотина за другу сезону, која је премијерно приказана 22. октобра 2014. Дана 11. јануара 2015. године, Си-Даблју је обновио серију за трећу сезону, премијерно приказана 21. јануара 2016. године. Дана 12. марта 2016. године 100 је обновљена за четврту сезону од 13 епизода, која је премијерно приказана 1. фебруара 2017. године. Дана 10. марта 2017, Си-Даблју је обновио серију за пету сезону, премијера је 24. априла 2018. године. Дана 9. маја 2018. серија је обновљена за шесту сезону, која ће бити премијерно приказана 30. априла 2019. године. 24. априла 2019, Си-Даблју је обновио серију за седму сезону за коју се још не зна када ће почети.

## Продукција
Пост продукција, укључујући АДР снимање за серију, изведена је у студију Cherry Beach Sound.
Давид Џ. Петерсон, који је створио Дотраки и Валириан за Игру престола, развио је Трајгедасленг као језик земљана. Џејсон Ротенберг је рекао да је сличан креолском енглеском. Језик се у емисији зове „Триг”.
Након што је његов изграђени језички рад на Star-Crossed, Петерсон је контактиран од стране продуцента серије Стотина да створе језик за Земљане, на концепту еволуције енглеској језика. Радња се одвија 97 година након апокалипсе, што је веома кратко време за значајну промену језика. Због тога, Петерсон је поставио убрзану еволуцију у којој су рани Земљани користили надимак специфично да би збуњивали њихов говор и да би разликовали пријатеља или непријатеља. Трајгедасленг потиче од тог напретка и еволуирао кроз неколико кратких генерација преживелих апокалипсе.

### Снимање
Снимање за серију одвија се у околини Ванкувера, Британске Колумбије. Производња за прву епизоду се догодила у другом кварталу 2013. године. Након што је емисија одабрана за серију, снимање је почело у првој сезони између августа 2013. и јануара 2014. Снимање за другу сезону почело је 7. јула 2014. године, а завршено је јануара 2015. године. Трећа сезона снимана је између 15. јула 2015. и 2. фебруара 2016. Снимање за четврту сезону почело је 2. августа 2016. године, а закључено је 18. јануара 2017. Снимање за пету сезону почело је 14. августа 2017. и завршено 27. јануара 2018.

### Кастинг
Крајем фебруара 2013. године, Боб Морли и Ели Гор су глумили као Белами Блејк и Велс Џаха, након чега је дан касније дошао на аудицију Хенри Ијан Кјузик као Маркус Кејн. Мање од недељу дана касније, Елиза Тејлор и Мери Авгеропулос су глумили у главним улогама као Кларк Грифин и Октавија Блејк. Током марта, остатак глумаца је био попуњен, а Пејџ Турко глумила је Абигејл Волтерс (сада Абигејл Грифин), Ајзеа Вошингтон као канцелар Џаха, Томас МекДонел као Фин Колинс, Кели Ху као Кели Картвиг, и Кристофер Ларкин као Монти Грин.
За другу сезону, Адина Портер и Рејмонд Џ. Бери су глумили у понављајућим улогама као Индра и Данте Волас, заједно са Алиша Дебнам-Кери као Лекса.

## Важни датуми и догађаји
| Сезона | Бр. епизода | ДВД                | ДВД                | ДВД                | Блу-реј            | Блу-реј            | Одлике                                    |
| Сезона | Бр. епизода | Регион 1           | Регион 2           | Регион 4           | Регион A           | Регион B           | Одлике                                    |
| ------ | ----------- | ------------------ | ------------------ | ------------------ | ------------------ | ------------------ | ----------------------------------------- |
| 1      | 13          | 23. септембар 2014 | 29. септембар 2014 | 3. децембар 2014   | 23. септембар 2014 | 3. децембар 2014   | - Стварање света Стотине - Коментар на "" |
| 2      | 16          | 13. октобар 2015   | 12. октобар 2015   | 14. октобар 2015   | 13. октобар 2015   | 14. октобар 2015   |                                           |
| 3      | 16          | 19. јул 2016       | 26. септембар 2016 | 28. септембар 2016 | 19. јул 2016       | 28. септембар 2016 |                                           |
| 4      | 13          | 19. јул 2017       | 24. јул 2017       | 4. октобар 2017    | 18. јул 2017       | 4. октобар 2017    | - Обрисане сцене из                       |
| 5      | 13          | TBA                | TBA                | 10. октобар 2018   | TBA                | 10. октобар 2018   |                                           |

## Критички одговор
На Ротен томејтоуз, прва сезона емисије је сертификована "свеже", са 74% професионалних рецензената које су је позитивно оценили и консензусом: "Иако је преплављена стереотипима, неизвесна атмосфера помаже да 100 постане редак ужас" На Метакритици, прва сезона има 63 од 100 поена, на основу 26 критичара, што указује на "генерално повољне критике".
Друга сезона је добила повољније критике, држећи рејтинг од 100% на Ротен томејтоуз и просечну оцену 8.08 / 10. На Метакритици, сезони је додељено 81 од 100 бодова, на основу 2 критичара. Кајл Фовл из А.В. Клуба је рекао: "Веома мало наступа успева да заиста гурне границе моралног компромиса на начин који се чини легитимно тежим. Серија Чиста хемија је то учинила. Породица Сопрано су то учинили. Игра престола је то учинила. Те емисије се никада нису повукле од филозофске мутности њихових светова, одбијајући да пруже уредан, сретан крај ако им се такав крај не свиди. Са "Крв мора имати крв." Серија стотина је учинила исто, представљајући финале које се не стиди од моралне природе не одричући се комплексности своје приче“. Морин Рајан из Хафингтон поста, у још једном позитивном прегледу, написала је: "Могу са сигурношћу рећи да сам ретко виђала програм који показује доследност и тематску посвећеност коју је серија Стотина показала у прве две сезоне. Представа о моралним изборима и последицама тих избора, и то је похвално предано тим идејама од првог дана".
На Ротен томејтоузу, трећа сезона је добила укупну оцену од 90% са просечном оценом 8.01 / 10. Када је у питању Метакритика, сезони је додељено 77 од 100 бодова, на основу 3 критичара, што указује на генерално позитивне критике Морин Рајан из новина Варајети је написала у раном прегледу треће сезоне: "Када гледамо епски утисак и разнолике приче изложене у трећој сезони, које отворено и потајно подсећају на "Господара прстенова" на више начина. Скоро је тешко сетити се колико су ограничени опсег и амбиције серија "Стотина" имала пре две године, када се раг-таг група преживелих први пут срушила на Земљу, а у трећој сезони емисија је политички компликованија него икад, а изградња света која прати приказ различитих фракција, савеза и конфликата је генерално дивна. У рецензији финала сезоне 3 "Перверзна инстанца: Други део", Марија Каримје из Vulture.com је написала: "Сваки тренутак овог финала је савршен: кореографија сцена борбе, заплета и запањујући начин на који је епизода коначно стигла до врха. "Перверзна инстанца: Други део" подиже теме сезоне и повезује њене различите приче, постављајући нас лепо за четврту сезону". У још једној рецензији финала сезоне 3 и укупне сезоне, Кајл Фовл из А.В. Клуба је написао: "Пре него што дођемо на вечерашњи финални турнир 100, треба рећи да је ово била стеновита сезона. Прва половина је дефинисана лошим мотивима карактера и превеликим зликовцима. Ова сезона је урадила неки посао како би вратила представу са ивице, фокусирајући се на "Град Светлости" и питања слободне воље и тешких моралних избора, доносећи толико потребну дубину у трећу сезону. Други део, "узбудљива, напредна мисао која доводи до неопходног затварања ове сезоне". Сем је дао финалан "А-" рејтинг.
Четврта сезона се генерално сматра побољшањем у односу на трећу сезону, добивши 92% резултата на Ротен томејтоузу са просечном оценом 7,28 / 10 на основу 12 рецензија. Критички консензус је: "Сезона 4 од 100 награди дугогодишње гледаоце дубљим погледом на своје омиљене ликове, као и додавање изузетне нијансе и дубине њиховим узбудљивим околностима". Када је у питању Метакритика, сезони је додељено 80 од 100 бодова, на основу 1 критичара, што указује на генерално позитивне критике. Други део четврте сезоне добио је бољи пријем од првог дела, а епизоде "Die All", "Die Merrily" и "Praimfaya" често се наводе као две најбоље епизоде сезоне. "Die All", "Die Merrily" имају 9,5 / 10 оцену од ИГН, савршена оцена 5/5 Vulture и савршена оцена од А.В. клуба. Praimfaya има 9.0 / 10 из ИГН и оцена А из А.В. клуба.
Пета сезона тренутно има 100% скор на сајту Ротен томејтоуз са просеком од 8,8 / 10. Критичарски консензус је: "Пет година касније, Стотина успева да се још једном помери са смелошћу писца, сезоном овисности."